# Harry Crosby
Harry Grew Crosby (Boston, 4 de junho de 1898 - 10 de dezembro de 1929) foi um poeta, editor e bon vivant americano, praticamente esquecido como poeta nos dias de hoje, mas, conforme o poeta e pesquisador Jerome Rothenberg, um dos precursores da poesia concreta, ao lado de E. E. Cummings, entre outros. Poemas seus foram incluídos na antologia da poesia de vanguarda dos EUA, organizada por Rothenberg, "Revolution of the Word: A New Gathering of American Avant Garde Poetry 1914-1945", publicada em 2009.

## Biografia
Filho de uma família de ricos banqueiros, participou como voluntário na I Guerra Mundial, onde dirigia ambulâncias.
Escapando de forma surpreendente de um ataque da artilharia alemã que destruiu o carro que guiava em um episódio da guerra, completamente ileso, Crosby declarou que naquele momento deixara de ser um garoto e transforma-se em um homem.
Casando-se após a guerra com Polly Peabody, em Boston, vai viver em Paris e funda, juntamente com a esposa, uma editora chamada Black Sun Press, vivendo do lucro da empresa e da publicação de sua poesia.
A editora publicou obras do amigo de Crosby, Hart Crane, de Kay Boyle, James Joyce, René Crevel e T. S. Eliot, entre outros.
No dia 10 de dezembro de 1929, por razões não esclarecidas pela polícia, cometeu suicídio juntamente com uma amante chamada Josephine, em um hotel de Nova Iorque.
Apesar disso, algumas fontes afirmam que o poeta vivia basicamente de rendas e que, como seu amigo Hart Crane, teria se suicidado em função do chamado Crash da Bolsa de Nova Iorque, de outubro de 1929, hipótese provável, levando em conta que Crosby era considerado também uma espécie de "playboy", conhecido por gastar enormes quantias de dinheiro que não poderiam ser resultantes do seu trabalho como escritor e editor.

## A poética
Considerado por alguns um "poeta menor" e um representante da chamada "Geração Perdida", apesar do trabalho essencial de Crosby como editor, sua poesia apresenta, em dados momentos, características absolutamente vanguardistas, como em Telephone Directory, um poema Ready made que não necessita de tradução.
Segundo o poeta e crítico literário Jerome Rothenberg, Crosby teria, ainda, sido um dos precursores da Poesia concreta, sendo negligenciado pela posterior Nova Crítica dos Estados Unidos. Rothenberg escreve: "Crosby, cuja Editora Black Sun em Paris primeiro publicou The Bridge (A Ponte), de Crane, era um poeta cujas obsessões míticas (deuses & deusas do sol, etc.) apareceram em uma variedade de novas formas: poemas prosaicos, encantamentos em versos longos, & poesia concreta inicial & poesia-coisa. Ele compartilha uma posição, fortemente influenciada pelos surrealistas & por experimentalistas da visão/estrutura anteriores como Blake, Rimbaud & Lautreamont, com Eugene Jolas & até com poetas mais jovens como Charles Henri Ford & Parker Tyler."

## Livros de poemas
- Sonnets For Caresse (Paris: Herbert Clarke, 1925)
- Red Skeletons (Paris: Editions Narcisse, 1927)
- Six Poems (Paris: Black Sun Press, 1928)
- Chariot Of The Sun (Paris: At the Sign of the Sundial, 1928)
- Transit Of Venus (Paris: Black Sun Press, 1928)
- Mad Queen (Paris: Black Sun Press, 1929)
- Sleeping Together (Paris: Black Sun Press, 1929)
- Torchbearer, 1929
- The Sun (Paris: Black Sun Press, 1929)
- Aphrodite in Flight: Being Some Observations on the Aerodynamics of Love (Paris: Black Sun Press, 1930)
- Collected Poems of Harry Crosby [4 volumes] (Paris: Black Sun Press, 1931-1932)